# Copa Africana de Naciones 1992
La Copa Africana de Naciones de 1992 fue la decimoctava edición del torneo de fútbol más importante de naciones de África. Fue organizado en Senegal. Por primera vez en la historia participaron doce equipos distribuidos en cuatro grupos de tres equipos en los que clasificaban los dos primeros de cada grupo. La selección de Costa de Marfil ganó el primer título de su historia venciendo a la selección de Ghana por 11 a 10 en definición a penales.

## Sedes
| Dakar             | Dakar Ziguinchor | Ziguinchor               |
| Stade de l'Amitié | Dakar Ziguinchor | Stade Aline Sitoe Diatta |
| Capacidad: 60,000 | Dakar Ziguinchor | Capacidad: 10,000        |
|                   | Dakar Ziguinchor |                          |

## Participantes
| Equipos participantes | Equipos participantes | Equipos participantes | Equipos participantes |
| --------------------- | --------------------- | --------------------- | --------------------- |
| Argelia               | Camerún               | Congo                 | Costa de Marfil       |
| Egipto                | Ghana                 | Kenia                 | Marruecos             |
| Nigeria               | Senegal               | Zaire                 | Zambia                |

## Primera fase

### Grupo A
| Pos. | Equipo  | Pts. | PJ | G | E | P | GF | GC | Dif. | Clasificación |
| ---- | ------- | ---- | -- | - | - | - | -- | -- | ---- | ------------- |
| 1    | Nigeria | 6    | 2  | 2 | 0 | 0 | 4  | 2  | +2   | Segunda fase  |
| 2    | Senegal | 3    | 2  | 1 | 0 | 1 | 4  | 2  | +2   | Segunda fase  |
| 3    | Kenia   | 0    | 2  | 0 | 0 | 2 | 1  | 5  | −4   |               |

 Fuente: 
| 12 de enero de 1992 | Nigeria                | 2:1 (1:1) | Senegal     | Stade Leopold Senghor, Dakar                            |                                                         |
|                     | Siasia 13' · Keshi 89' |           | Bocandé 36' | Asistencia: 60 000 espectadores Árbitro(s): Nizar Watti | Asistencia: 60 000 espectadores Árbitro(s): Nizar Watti |

| 14 de enero de 1992 | Nigeria        | 2:1 (2:0) | Kenia            | Stade Leopold Senghor, Dakar                               |                                                            |
|                     | Yekini 7', 15' |           | Weche 89' (pen.) | Asistencia: 5.000 espectadores Árbitro(s): Kadry Abdelazim | Asistencia: 5.000 espectadores Árbitro(s): Kadry Abdelazim |

| 16 de enero de 1992 | Senegal                             | 3:0 (0:0) | Kenia | Stade Leopold Senghor, Dakar                           |                                                        |
|                     | Sane 46' · Bocandé 68' · Diagne 89' |           |       | Asistencia: 50 000 espectadores Árbitro(s): Yenog Omar | Asistencia: 50 000 espectadores Árbitro(s): Yenog Omar |

### Grupo B
| Pos. | Equipo    | Pts. | PJ | G | E | P | GF | GC | Dif. | Clasificación |
| ---- | --------- | ---- | -- | - | - | - | -- | -- | ---- | ------------- |
| 1    | Camerún   | 4    | 2  | 1 | 1 | 0 | 2  | 1  | +1   | Segunda fase  |
| 2    | Zaire     | 2    | 2  | 0 | 2 | 0 | 2  | 2  | 0    | Segunda fase  |
| 3    | Marruecos | 1    | 2  | 0 | 1 | 1 | 1  | 2  | −1   |               |

 Fuente: 
| 12 de enero de 1992 | Camerún        | 1:0 (1:0) | Marruecos | Stade Leopold Senghor, Dakar                              |                                                           |
|                     | Kana-Biyik 23' |           |           | Asistencia: 60 000 espectadores Árbitro(s): Lim Kee Chong | Asistencia: 60 000 espectadores Árbitro(s): Lim Kee Chong |

| 14 de enero de 1992 | Marruecos | 1:1 (0:0) | Zaire    | Stade Leopold Senghor, Dakar                           |                                                        |
|                     | Rokbi 89' |           | Kona 90' | Asistencia: 5.000 espectadores Árbitro(s): Neji Jouini | Asistencia: 5.000 espectadores Árbitro(s): Neji Jouini |

| 16 de enero de 1992 | Camerún        | 1:1 (1:1) | Zaire    | Stade Leopold Senghor, Dakar                               |                                                            |
|                     | Omam-Biyik 15' |           | Tueba 1' | Asistencia: 10 000 espectadores Árbitro(s): Rachid Medjiba | Asistencia: 10 000 espectadores Árbitro(s): Rachid Medjiba |

### Grupo C
| Pos. | Equipo          | Pts. | PJ | G | E | P | GF | GC | Dif. | Clasificación |
| ---- | --------------- | ---- | -- | - | - | - | -- | -- | ---- | ------------- |
| 1    | Costa de Marfil | 4    | 2  | 1 | 1 | 0 | 3  | 0  | +3   | Segunda fase  |
| 2    | Congo           | 2    | 2  | 0 | 2 | 0 | 1  | 1  | 0    | Segunda fase  |
| 3    | Argelia         | 1    | 2  | 0 | 1 | 1 | 1  | 4  | −3   |               |

 Fuente: 
| 13 de enero de 1992 | Costa de Marfil                     | 3:0 (2:0) | Argelia | Stade Aline Sitoe Diatta, Ziguinchor                                |                                                                     |
|                     | Traoré 14' · Fofana 25' · Tiéhi 89' |           |         | Asistencia: 5.000 espectadores Árbitro(s): Mohamed Hounnake-Kouassi | Asistencia: 5.000 espectadores Árbitro(s): Mohamed Hounnake-Kouassi |

| 15 de enero de 1992 | Costa de Marfil | 0:0 | Congo | Stade Aline Sitoe Diatta, Ziguinchor                   |  |
|                     |                 |     |       | Asistencia: 5.000 espectadores Árbitro(s): Rafhidi Ali |  |

| 17 de enero de 1992 | Argelia     | 1:1 (1:1) | Congo       | Stade Aline Sitoe Diatta, Ziguinchor                           |                                                                |
|                     | Bouiche 44' |           | Tchibota 6' | Asistencia: 5.000 espectadores Árbitro(s): Christopher Musaabi | Asistencia: 5.000 espectadores Árbitro(s): Christopher Musaabi |

### Grupo D
| Pos. | Equipo | Pts. | PJ | G | E | P | GF | GC | Dif. | Clasificación |
| ---- | ------ | ---- | -- | - | - | - | -- | -- | ---- | ------------- |
| 1    | Ghana  | 6    | 2  | 2 | 0 | 0 | 2  | 0  | +2   | Segunda fase  |
| 2    | Zambia | 3    | 2  | 1 | 0 | 1 | 1  | 1  | 0    | Segunda fase  |
| 3    | Egipto | 0    | 2  | 0 | 0 | 2 | 0  | 2  | −2   |               |

 Fuente: 
| 13 de enero de 1992 | Zambia     | 1:0 (0:0) | Egipto | Stade Aline Sitoe Diatta, Ziguinchor                   |                                                        |
|                     | Bwalya 61' |           |        | Asistencia: 5.000 espectadores Árbitro(s): Badara Sene | Asistencia: 5.000 espectadores Árbitro(s): Badara Sene |

| 15 de enero de 1992 | Ghana          | 1:0 (0:0) | Zambia | Stade Aline Sitoe Diatta, Ziguinchor                       |                                                            |
|                     | Abédi Pelé 64' |           |        | Asistencia: 5.000 espectadores Árbitro(s): Naciri Abdelali | Asistencia: 5.000 espectadores Árbitro(s): Naciri Abdelali |

| 17 de enero de 1992 | Ghana      | 1:0 (0:0) | Egipto | Stade Aline Sitoe Diatta, Ziguinchor                      |                                                           |
|                     | Yeboah 89' |           |        | Asistencia: 5.000 espectadores Árbitro(s): Kiichiro Tachi | Asistencia: 5.000 espectadores Árbitro(s): Kiichiro Tachi |

## Segunda fase
|  | Cuartos de final       | Cuartos de final     |         |        | Semifinales                  | Semifinales                  |  |  | Final | Final |
|  |                        |                      |         |        |                              |                              |  |  |       |       |
|  |                        |                      |         |        |                              |                              |  |  |       |       |
|  |                        |                      |         |        |                              |                              |  |  |       |       |
|  | Nigeria                | 1                    |         |        |                              |                              |  |  |       |       |
|  | Nigeria                | 1                    |         |        |                              |                              |  |  |       |       |
|  | Zaire                  | 0                    |         |        |                              |                              |  |  |       |       |
|  | Zaire                  | 0                    | Nigeria | 1      |                              |                              |  |  |       |       |
|  |                        |                      | Nigeria | 1      |                              |                              |  |  |       |       |
|  |                        | Ghana                | 2       |        |                              |                              |  |  |       |       |
|  | Ghana                  | Ghana                | 2       | 2      |                              |                              |  |  |       |       |
|  | Ghana                  |                      |         | 2      |                              |                              |  |  |       |       |
|  | Congo                  | 1                    |         |        |                              |                              |  |  |       |       |
|  | Congo                  | 1                    | Ghana   | 0 (10) |                              |                              |  |  |       |       |
|  |                        |                      | Ghana   | 0 (10) |                              |                              |  |  |       |       |
|  |                        | Costa de Marfil (p.) | 0 (11)  |        |                              |                              |  |  |       |       |
|  | Camerún                | Costa de Marfil (p.) | 0 (11)  | 1      |                              |                              |  |  |       |       |
|  | Camerún                |                      |         | 1      |                              |                              |  |  |       |       |
|  | Senegal                | 0                    |         |        |                              |                              |  |  |       |       |
|  | Senegal                | 0                    | Camerún | 0 (1)  |                              |                              |  |  |       |       |
|  |                        |                      | Camerún | 0 (1)  |                              |                              |  |  |       |       |
|  |                        | Costa de Marfil (p.) | 0 (3)   |        | Partido por el tercer puesto | Partido por el tercer puesto |  |  |       |       |
|  | Costa de Marfil (t.s.) | Costa de Marfil (p.) | 0 (3)   | 1      | Partido por el tercer puesto | Partido por el tercer puesto |  |  |       |       |
|  | Costa de Marfil (t.s.) |                      |         | 1      |                              |                              |  |  |       |       |
|  | Zambia                 | 0                    |         |        |                              |                              |  |  |       |       |
|  | Zambia                 | 0                    | Nigeria | 2      |                              |                              |  |  |       |       |
|  |                        |                      |         |        |                              |                              |  |  |       |       |
|  | Camerún                | 1                    |         |        |                              |                              |  |  |       |       |
|  | Camerún                | 1                    |         |        |                              |                              |  |  |       |       |

### Cuartos de final
| 19 de enero de 1992 | Nigeria    | 1:0 (1:0) | Zaire | Stade Leopold Senghor, Dakar                             |                                                          |
|                     | Yekini 22' |           |       | Asistencia: 10 000 espectadores Árbitro(s): Idrissa Sarr | Asistencia: 10 000 espectadores Árbitro(s): Idrissa Sarr |

| 20 de enero de 1992 | Ghana                       | 2:1 (1:0) | Congo        | Stade Leopold Senghor, Dakar                               |                                                            |
|                     | Yeboah 29' · Abédi Pelé 57' |           | Tchibota 52' | Asistencia: 15 000 espectadores Árbitro(s): Kiichiro Tachi | Asistencia: 15 000 espectadores Árbitro(s): Kiichiro Tachi |

| 19 de enero de 1992 | Camerún     | 1:0 (0:0) | Senegal | Stade Leopold Senghor, Dakar                                  |                                                               |
|                     | Ebongué 89' |           |         | Asistencia: 35 000 espectadores Árbitro(s): Pierre Mounguegui | Asistencia: 35 000 espectadores Árbitro(s): Pierre Mounguegui |

| 20 de enero de 1992 | Costa de Marfil | 1:0 (0:0) (t. s.) | Zambia | Stade Leopold Senghor, Dakar                            |                                                         |
|                     | Sié 94'         |                   |        | Asistencia: 3 000 espectadores Árbitro(s): Ibrahim Faye | Asistencia: 3 000 espectadores Árbitro(s): Ibrahim Faye |

### Semifinales
| 23 de enero de 1992 | Ghana                       | 2:1 (1:1) | Nigeria     | Stade Leopold Senghor, Dakar                            |                                                         |
|                     | Abédi Pelé 43' · Polley 54' |           | Adepoju 11' | Asistencia: 30 000 espectadores Árbitro(s): Neji Touini | Asistencia: 30 000 espectadores Árbitro(s): Neji Touini |

| 23 de enero de 1992 | Camerún                                | 0:0 (t. s.)(1:3 p.)        | Costa de Marfil                       | Stade Leopold Senghor, Dakar                              |  |
|                     |                                        |                            |                                       | Asistencia: 35 000 espectadores Árbitro(s): Lim Kee Chong |  |
|                     |                                        | Tiros desde el punto penal |                                       |                                                           |  |
|                     | Makanaky · Ebwellé · Omam-Biyik · Bell |                            | Sékana · M. Traoré · Yago · A. Traoré |                                                           |  |

### Tercer lugar
| 25 de enero de 1992 | Nigeria               | 2:1 (0:0) | Camerún     | Stade Leopold Senghor, Dakar                          |                                                       |
|                     | Ekpo 75' · Yekini 88' |           | Maboang 85' | Asistencia: 2.000 espectadores Árbitro(s): Sinko Zeli | Asistencia: 2.000 espectadores Árbitro(s): Sinko Zeli |

### Final
| 26 de enero de 1992 | Costa de Marfil                                                                                        | 0:0 (t. s.)(11:10 p.)      | Ghana                                                                                                 | Stade Leopold Senghor, Dakar                            |  |
|                     | |                            | | Asistencia: 47 500 espectadores Árbitro(s): Badara Sene |  |
|                     | | Tiros desde el punto penal | |                                                         |  |
|                     | Aka · Hobou · Sékana · M. Traoré · Tiéhi · Gadji-Celi · Kouadio · Abouo · Maguy · Sié · Gouaméné · Aka |                            | Baffoe · Lamptey · Naawu · Asare · Yeboah · Mensah · Armah · Aborah · Ampeah · Opoku · Ansah · Baffoe |                                                         |  |

|                                     |
| Bandera de Costa de Marfil          |
| Campeón Costa de Marfil 1.er título |

## Goleadores
4 goles
- Rashidi Yekini

3 goles
- Abedi Pele

2 goles
- Pierre Tchibota
- Tony Yeboah
- Jules Bocandé

1 gol
- Nacer Bouiche
- Ernest Ebongué
- André Kana-Biyik
- François Omam-Biyik
- Emmanuel Maboang
- Prince Polley
- Youssouf Fofana
- Donald-Olivier Sié
- Joël Tiehi
- Abdoulaye Traoré
- Micky Weche
- Said Rokbi
- Mutiu Adepoju
- Friday Ekpo
- Stephen Keshi
- Samson Siasia
- Victor Diagne
- Souleyman Sané
- Andre Kona N'Gole
- Tueba
- Kalusha Bwalya

## Equipo ideal
- Guardameta:  Alain Gouaméné
- Defensas:  Aka Kouamé,  Hany Ramzy,  Stephen Keshi,  Adolphe Mendy
- Centrocampistas:  Jacques Kinkomba Kingambo,  Abedi Pele,  Jean-Claude Pagal,  Serge Maguy
- Delanteros:  Rashidi Yekini,  Tony Yeboah